# 어머나
《어머나》는 2003년에 발표된 장윤정의 노래인데 원래 주현미, 송대관 등이 부를 뻔 했으나 이런저런 사정으로 좌절됐으며 탤런트 강성연에게도 제안이 갔는데 윤명선 작곡가가 강성연이 '보보'로 활동했던 시절 두 곡을 함께 했었음에도 강성연이 발라드만 원한다며 스스로 포기했다.